# Socialisme croate

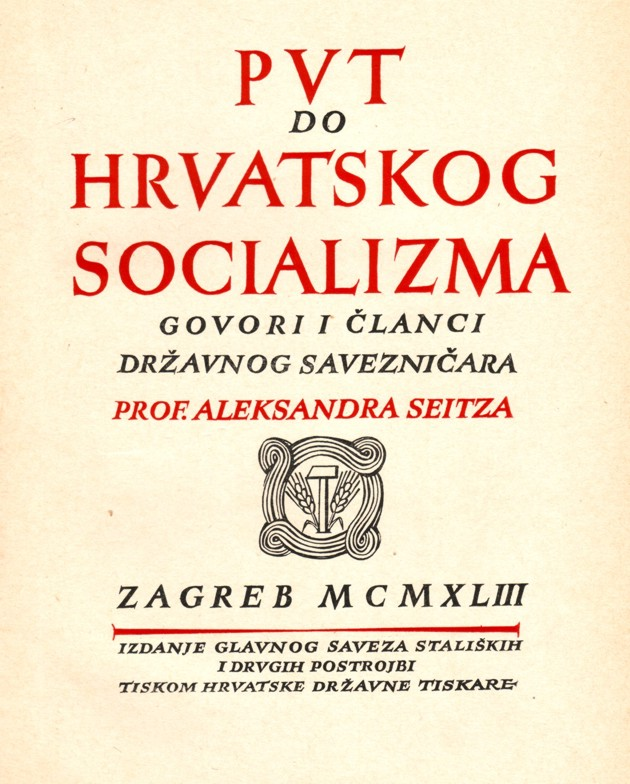
Couverture du livre "Le chemin vers le socialisme croate", 1943.

Le socialisme croate (en croate : Hrvatski socijalizam) était le nom donné aux fondements de l'idéologie socio-économique que le mouvement oustachi de l'État indépendant de Croatie commença à construire pendant la Seconde Guerre mondiale. Le régime de Pavelić produisit une abondante littérature sur l'organisation économique et politique que suivrait le nouvel État croate, concluant à l'adoption d'un « socialisme » purement croate, fortement inspiré du nazisme, basé sur la collaboration de classe pour le bien commun et le nationalisme ethnique. Les autorités affirmaient que le soi-disant « socialisme croate » était le modèle approprié à la nature du peuple croate, qui tout au long de son histoire s'était caractérisé par son esprit communautaire, solidaire et coopératif et par sa structure ouvrière-paysanne. Le « socialisme croate » a été élaboré théoriquement dans les travaux des philosophes Stjepan Zimmermann et Čedomil Veljačić, du sociologue et ethnologue Mirko Kus Nikolajev, ainsi que du syndicaliste Aleksandar Seitz,.